# Catedral de Mechelen

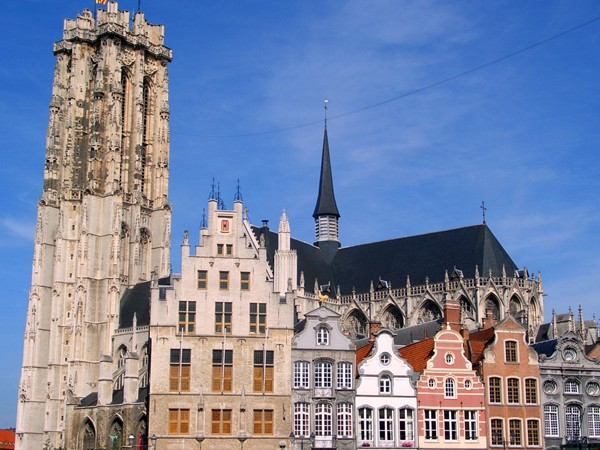
La catedral des de la plaça major

La catedral de Mechelen, en neerlandès Sint-Romboutskathedraal, és una església a Mechelen, Bèlgica, seu de l'arquebisbat de Mechelen-Brussel·les, des de 1561. És dedicat al sant missioner Rumold.
La devoció a sant Rumold a Mechelen és documentada des del segle ix. Des del segle x hi ha una abadia amb església, que depenia del principat bisbal de Lieja. A la darreria del segle x, Notger (930-1008), el primer príncep-bisbe de Lieja va crear el capítal i alhora es va construir una primer església capitular.
Fou construïda en estil gòtic brabançó. Es va construir entre el segle xiii i xvi. Va ser consagrada el 28 d'abril de 1312. Constitueix amb la catedral de la Mare de Déu d'Anvers, el cim de l'art gòtic brabançó.
El campanar fa 97,3 m d'altitud. De fet era previst perquè atenyés una alçada de 167 m, però els treballs foren abandonats el 1520. El campanar va ser llistat com a patrimoni de la Humanitat, en el conjunt del belforts de Bèlgica i França.

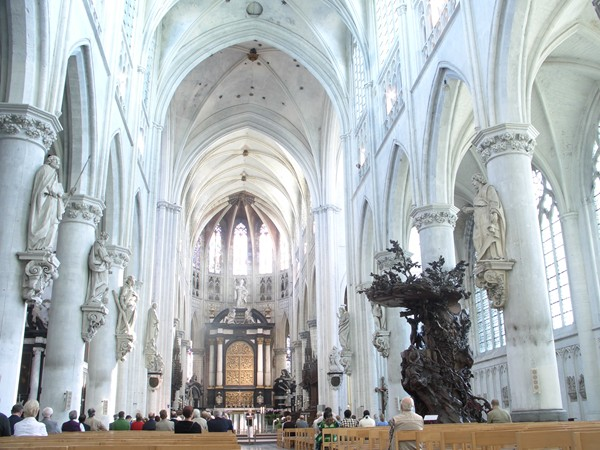
Interior

## Carilló
Del conjunt del carilló original de 49 campanes, que es conserven en bon estat, cada una té el seu propi nom. Entre els més notables hi ha la Salvator, que pesa 8.884 kg; Jehsus, que es fongué el 1460; i la Liberation, que és la més nova en incorporar-se el 1947. Al damunt d'aquest instrument, hi ha un segon carilló complet en el qual s'hi toquen concerts durant els mesos d'estiu. El pes total d'aquests dos carillons és sobre 80 tones i hi ha 98 campanes en total.